# Macajuba
Macajuba är en kommun i Brasilien.   Den ligger i delstaten Bahia, i den östra delen av landet, 900 km öster om huvudstaden Brasília. Antalet invånare är 11 229.
Omgivningarna runt Macajuba är huvudsakligen savann. Runt Macajuba är det glesbefolkat, med 16 invånare per kvadratkilometer.